# Aron haQodesh

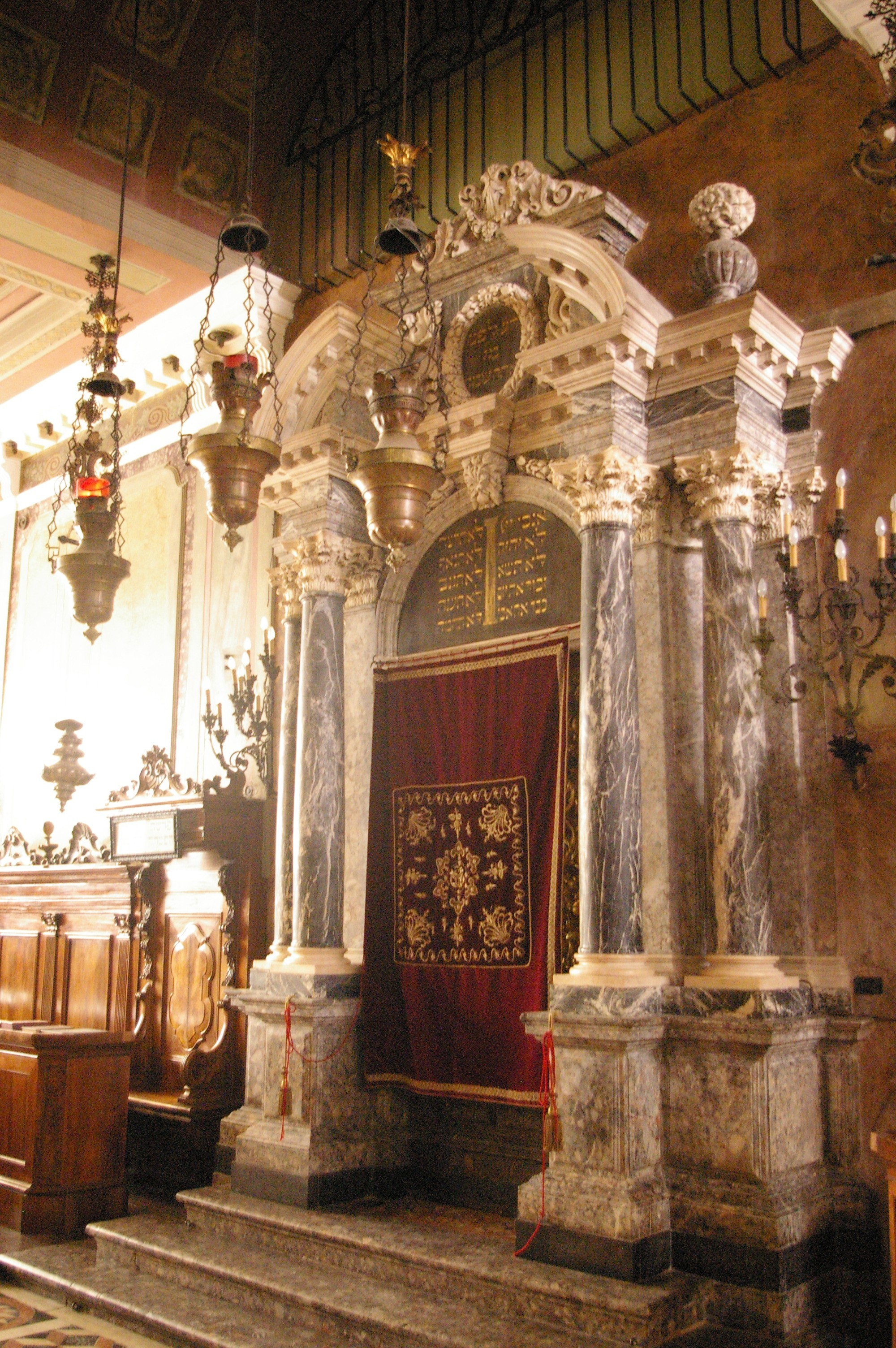
Aron della sinagoga di Padova

L'Aron haQodesh  o Aron-Ha-Kodesh oppure solo Aron o semplicemente Armadio Sacro è un arredo sacro della religione ebraica, sempre presente all'interno della sinagoga.

## Funzione
L'Aron ha una grandissima importanza all'interno della sinagoga e per la liturgia ebraica perché è il mobile deputato a contenere il Sefer Torah, i rotoli della legge.
Ogni Shabbat, durante le funzioni, vengono srotolati e letti per poi venire riposti all'interno dell'Aron.
Nell'ebraismo ortodosso l'Aron può essere aperto solo da un uomo.

## Posizione
La tradizione imporrebbe la sistemazione dell'Armadio Sacro a oriente, o comunque rivolto verso la città di Gerusalemme; questa usanza, però, non sempre è stata seguita e per questo non ha assunto la caratteristica di legge o di imposizione. L'Aron si presenta sia come mobiletto appoggiato alla parete o anche incastonato nel muro ed è normalmente coperto alla vista da un drappo ornamentale chiamato parochet.

## Struttura
L'Aron presenta sempre ante apribili con all'interno i rotoli dei testi sacri e il materiale di cui è composto è molto variabile: può essere di legno oppure di marmo e può essere più o meno decorato, a seconda delle possibilità economiche della comunità che lo commissiona.
Spesso sopra le ante dell'armadio sacro compaiono scritte in ebraico.

## L'Aron di Agira
L'Aron più antico di cui si ha notizia in Europa, secondo lo studioso Nicolo Bucaria, è conservato ad Agira all'interno della chiesa del Santissimo Salvatore. Originariamente collocato nella sinagoga di via Santa Croce, diventata dopo la cacciata degli ebrei l'oratorio della Chiesa di Santa Croce, fino al decennio scorso era considerato distrattamente il resto di un portale, finché nel 1996 sulla rivista della Facoltà Teologica di Sicilia apparve un articolo di Benedetto Rocco che riconosceva in esso l'Aron e decifrava l'iscrizione "Casa di Giacobbe, venite camminiamo alla luce". Con questa iscrizione gli ebrei datavano l'anno in cui era stata costruita e apponendo dei segni grafici sulle ultime lettere vi si attribuiva anche un valore numerico secondo il calendario ebraico. Il numero così decifrato fu 5214 dalla creazione del mondo, ovvero il 1454.

## Galleria d'immagini

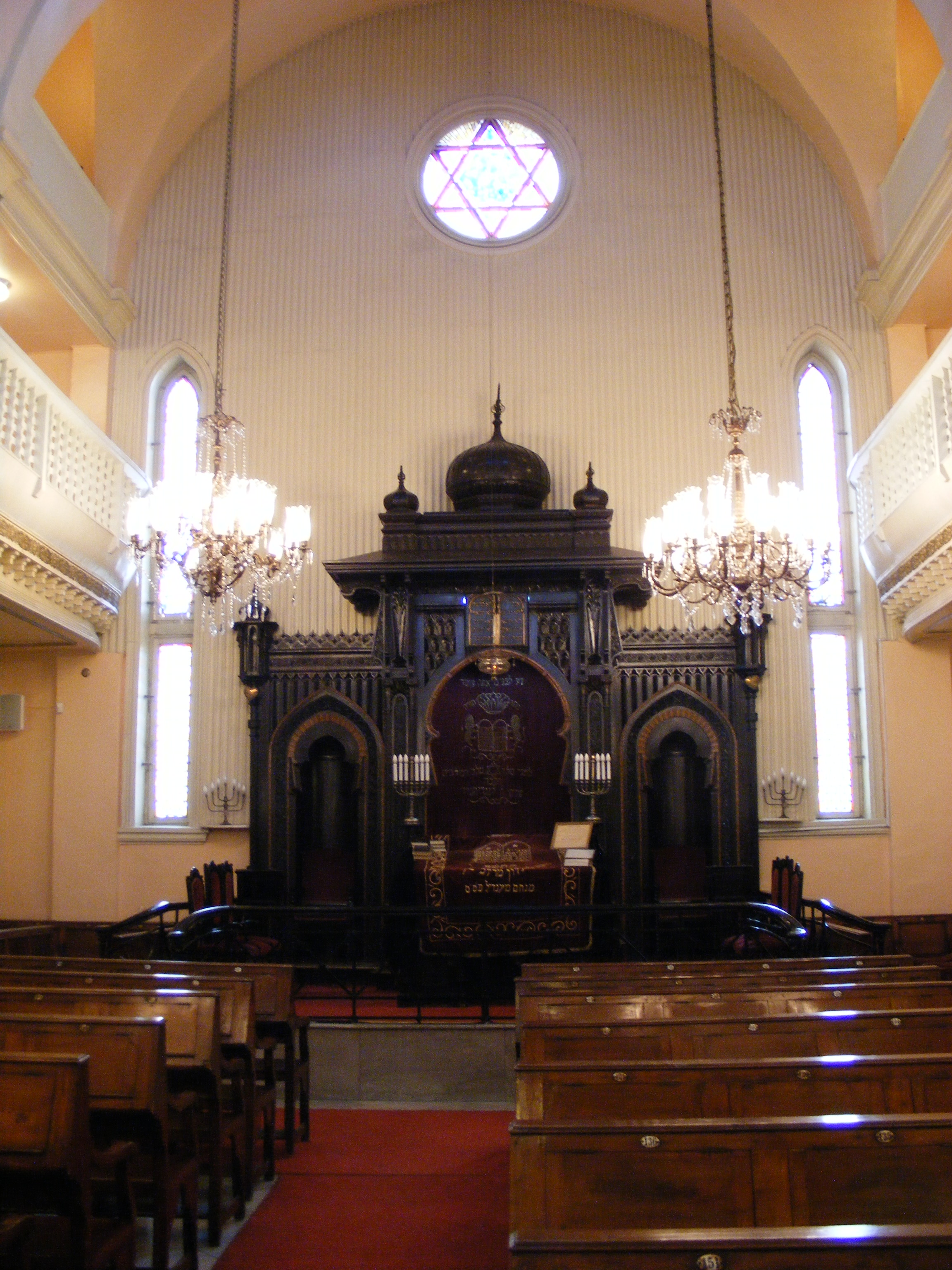
Aron di legno scuro nella Sinagoga Ashkenazita di Istanbul
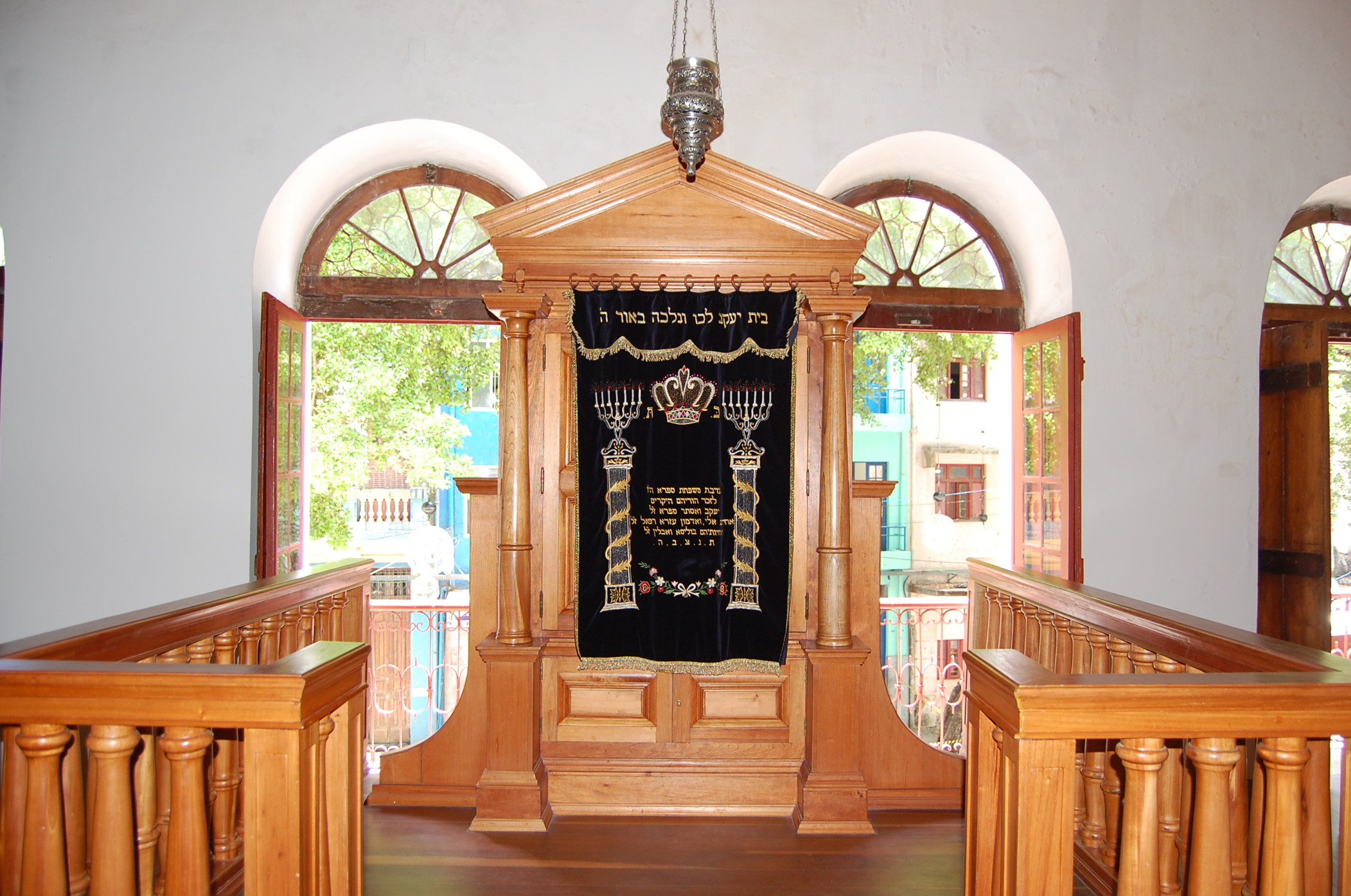
Aron in una sinagoga brasiliana
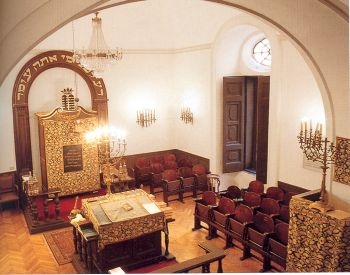
Aron dorato della sinagoga di Napoli
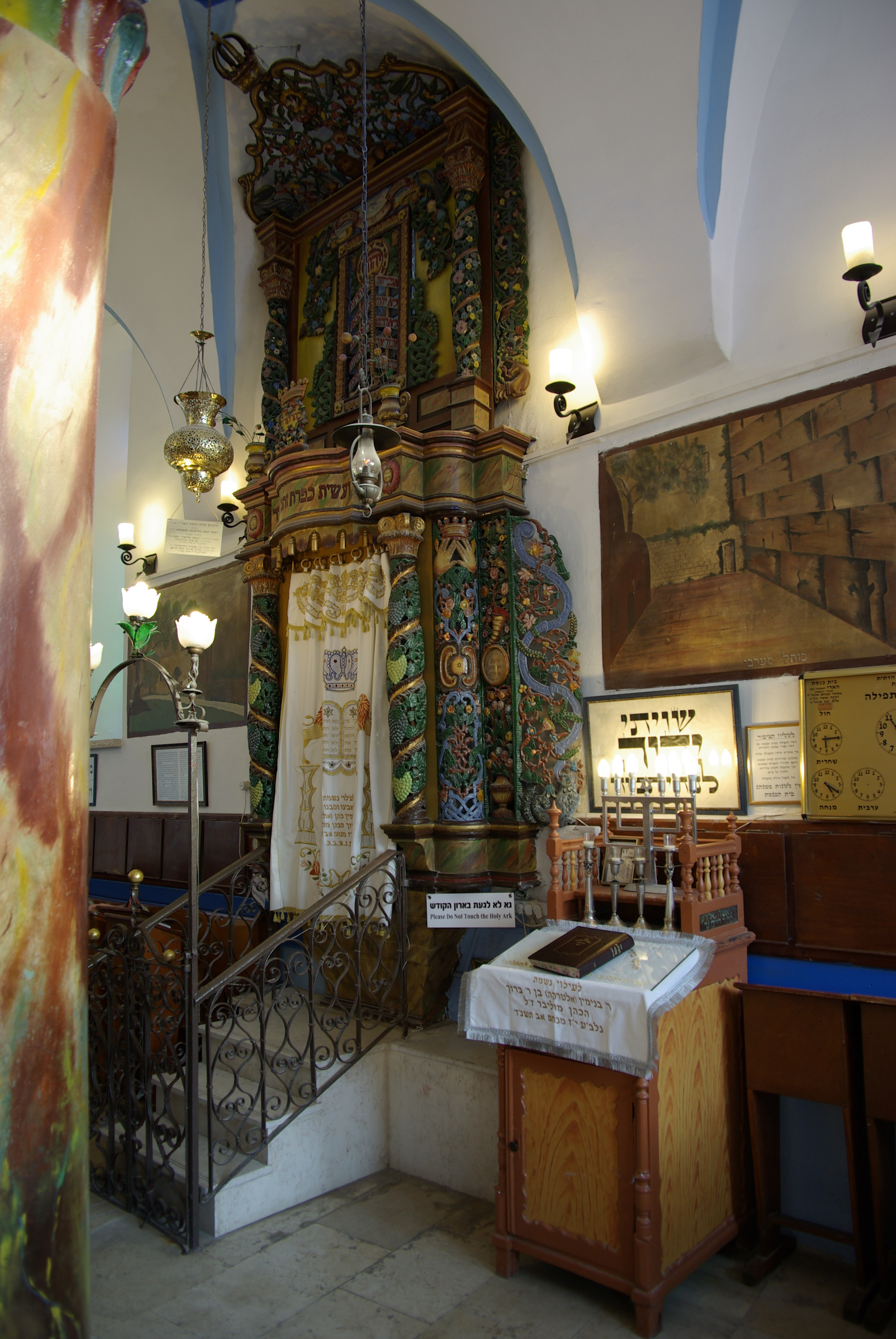
Safad, Israele
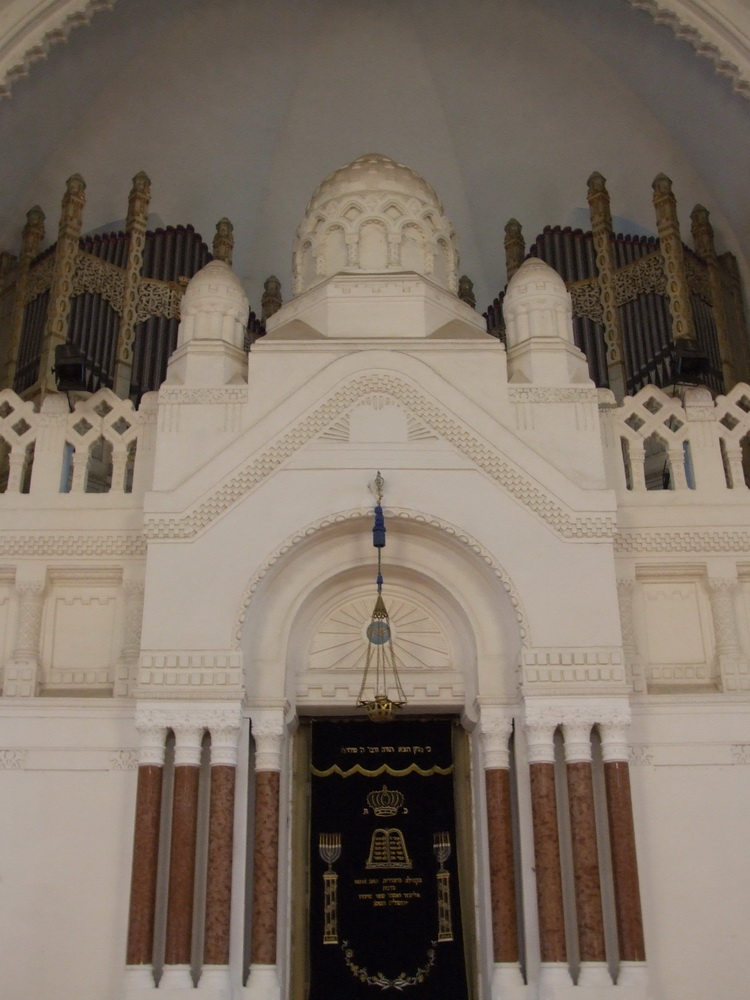
Novi Sad, Serbia
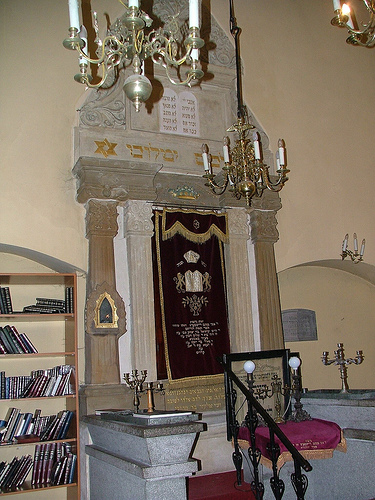
Sinagoga Remuh a Cracovia
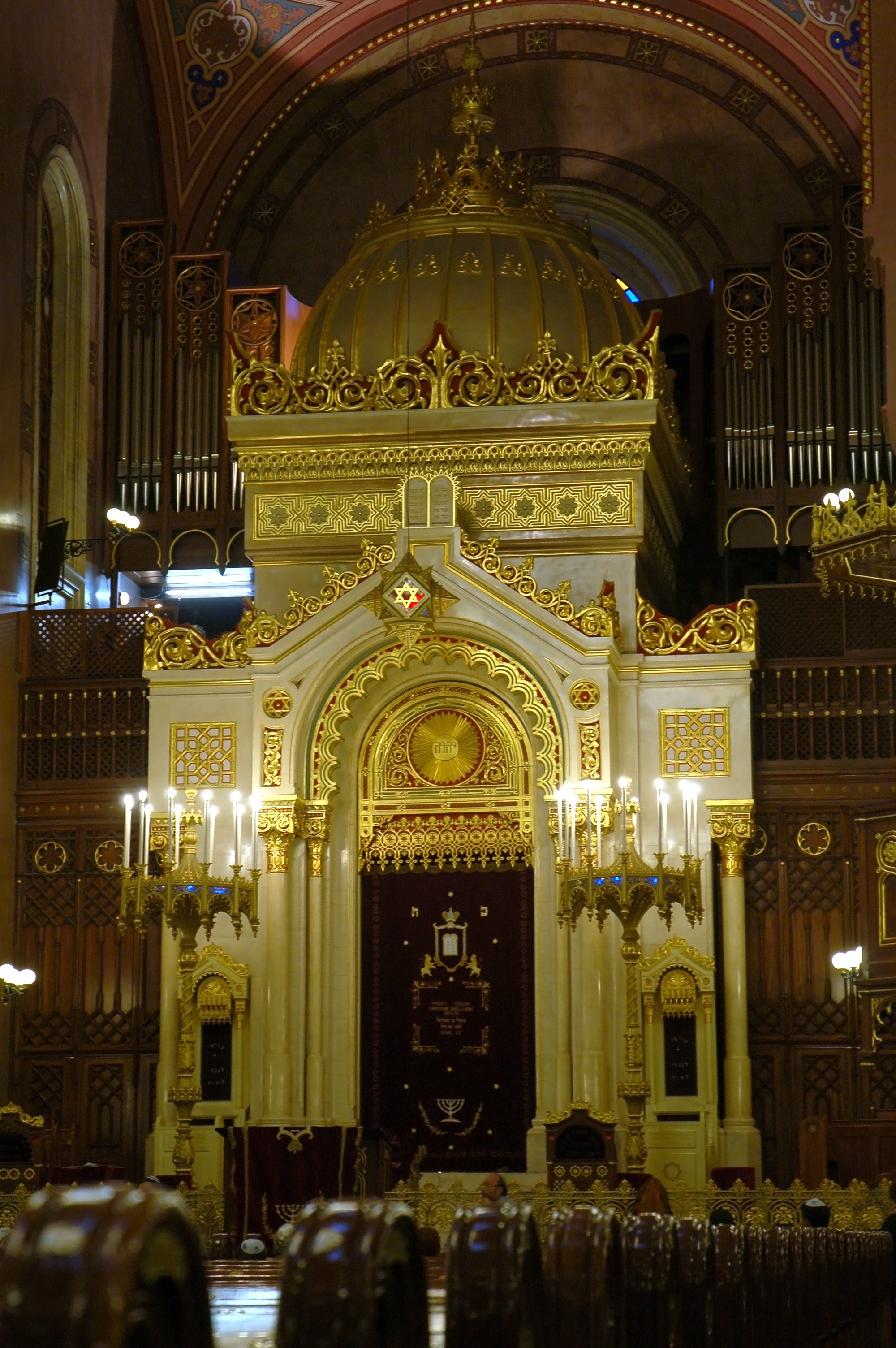
Grande Sinagoga di Budapest
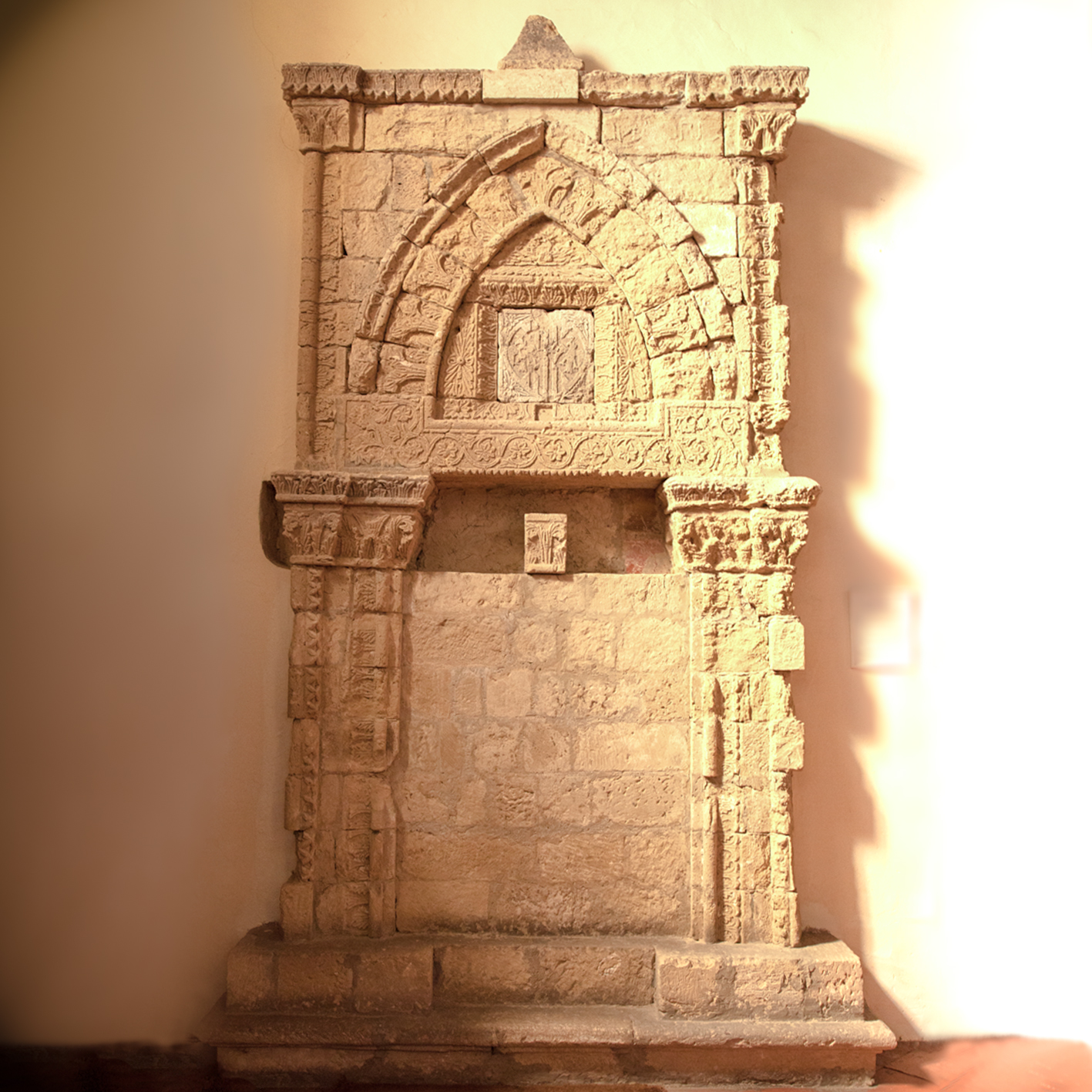
Aron di Agira presso la chiesa del Santissimo Salvatore